# سیارک ۶۸۱۴۴
سیارک ۶۸۱۴۴ (به انگلیسی: 68144 Mizser، نامگذاری:2001AW38) شصت و هشت هزار و صد و چهل و چهارمین سیارک کشف شده‌است که در ۱ ژانویه ۲۰۰۱ کشف شد.